# Saint-Bernard (Haut-Rhin)
Saint-Bernard (deutsch Sankt Bernhard) ist eine französische Gemeinde mit 597 Einwohnern (Stand 1. Januar 2022) im Département Haut-Rhin in der Region Grand Est (bis 2015 Elsass). Sie gehört zum Kanton Altkirch und zum Gemeindeverband Sundgau.

## Geschichte
Die Gemeinde Saint-Bernard entstand 1972 durch die Vereinigung von Enschingen und Brinighofen. Namengebend wurde der Kirchenpatron.
Enschingen wurde 1147 erstmals erwähnt als Ansconcingen, 1151 als Aenschossingen. Ein 1343 erwähntes Schloss muss schon vor langer Zeit abgegangen sein. Die Klöster St. Morand in Altkirch und St. Alban in Basel besaßen hier Dinghöfe. Letzteres gründete hier auch ein bis ins 16. Jahrhundert existierendes Cluniazenserpriorat.
Brinighofen erscheint in den Urkunden 1192 als curtis Brunkofen, 1216 als Bruonichove. Das Schloss der Ortsadligen wurde von den Eidgenossen 1468 niedergebrannt, wieder aufgebaut und im 19. Jahrhundert abgebrochen. Eine um 1300 errichtete Katharinenkapelle wurde in der Revolutionszeit zerstört.
Die Ortsnamenendungen deuten auf ein unterschiedliches Alter der beiden Orte hin. Die -ingen-Endung geht in die Zeit der alemannischen Landnahme im 5. Jahrhundert zurück. Die -hofen-Endung dagegen ist erst zur Zeit der fränkischen Besiedlung im 6. oder 7. Jahrhundert üblich.
Beide Orte gehörten bis 1324 zur Grafschaft Pfirt, kamen dann an Habsburg und 1648 im Westfälischen Frieden an die französische Krone. 1871–1918 gehörten die Orte zum Reichsland Elsass-Lothringen. Beide Orte wurden im Ersten Weltkrieg schwer beschädigt, weshalb man hier nicht auf das charakteristische Ortsbild der Sundgauer Fachwerkdörfer trifft.

## Sehenswürdigkeiten
Die Kirche St. Bernhard wurde 1846 an der gemeinsamen Gemarkungsgrenze erbaut, im Ersten Weltkrieg zerstört und wieder in alter Form aufgebaut. Der Turm besitzt ein spätklassizistisches Portal. Der Rundbogeneingang wird durch zwei toskanische Pilaster gerahmt und durch einen klassischen Segmentbogengiebel mit gesprengter Basis überfangen.
|  |  |

## Bevölkerungsentwicklung
| Jahr      | 1962 | 1968 | 1975 | 1982 | 1990 | 1999 | 2006 | 2014 | 2020 |
| Einwohner | 293  | 295  | 319  | 361  | 382  | 472  | 462  | 547  | 579  |